# Sous le soleil de Miami
Pour les articles homonymes, voir Sous le soleil (homonymie).
Sous le soleil de Miami (One Hot Summer) est un téléfilm américain réalisé par Betty Kaplan et diffusé le 26 juillet 2009 sur Lifetime Movie Network.

## Synopsis
Margarita est une jeune avocate brillante. Elle vient d'ailleurs d'être nommée associée du cabinet pour lequel elle travaille. Ses deux meilleures amies, issues de familles cubaines immigrées, sont ravies pour elle. Cette réussite est un bel exemple pour ces jeunes femmes. Les choses ne vont pourtant pas pour le mieux dans la vie de Margarita. En effet, son mari Ariel veut qu'elle tienne enfin sa promesse et lui donne des enfants. Ce n'est pas encore le moment pour la nouvelle promue qui veut profiter de son évolution de carrière et se donner le temps.

## Fiche technique
- Réalisateur : Betty Kaplan (en)
- Scénario : Nancy De Los Santos, d'après un roman de Carolina Garcia-Aguilera
- Durée : 89 minutes
- Pays :  États-Unis

## Distribution
- Vanessa Marcil (VF : Dominique Westberg) : Margarita Silva Santos
- Casper Van Dien (VF : Damien Boisseau) : Luther Simmonds
- Tessie Santiago (VF : Françoise Rigal) : Anabel Aguilera
- Jacqueline Piñol (VF : Sara Viot) : Viviana Suarez
- Jon Seda (VF : Damien Ferrette) : Ariel Silva
- Alba Raquel Barros (en) : vieille femme 1
- Carlos Adrián-Albas Castelló : photographe
- Guillermo de Cun : Monsieur Garza
- Antonio Deleo : Serveur
- Jonathan Dwayne : Docteur Marcia
- Cordelia González : Matilde Santos
- Orlando Gonzalez-Rivera : Tio Eduardo
- Luisa Justiniano : Servante cubaine
- Tommy Kavelin : Elston Weber
- Nancy Millan (VF : Dorothée Jemma) : Connie
- Michael J. Morris : Deacon
- Clifford Myatt : Père Pedro Sanchez
- Richard Pastush (VF : Michel Laroussi) : Juge William McKee
- David Rittenhouse : Baliff
- Jessica Rodriguez : Réceptionniste
- Frida Stubbe : femme âgée
- Brian Tester : Ben Curiel
- Guillermo Valedon : journaliste télé #1
- Angel Viera : Tomas

 Source et légende : version française (VF) sur RS Doublage et selon le carton de doublage télévisuel.